# Ralph D. Cole

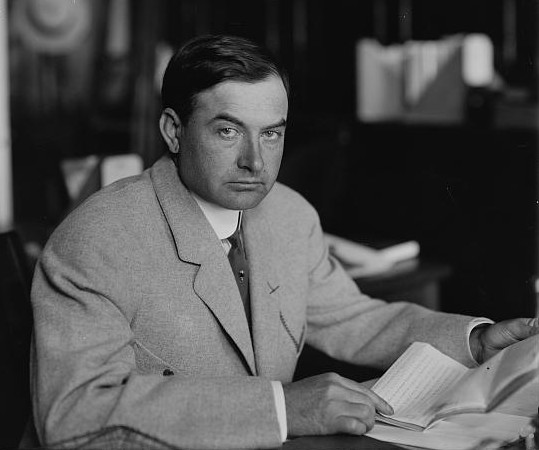
Ralph D. Cole

Ralph Dayton Cole (* 30. November 1873 in Vanlue, Hancock County, Ohio; † 15. Oktober 1932 in Warren, Ohio) war ein US-amerikanischer Politiker. Zwischen 1905 und 1911 vertrat er den Bundesstaat Ohio im US-Repräsentantenhaus.

## Leben
Ralph Cole war der jüngere Bruder des Kongressabgeordneten R. Clint Cole (1870–1957). Er besuchte die öffentlichen Schulen seiner Heimat. Im Jahr 1896 absolvierte er das Findlay College, ebenfalls in Ohio. Anschließend studierte er an der Ohio Northern University in Ada. Nach einem  Jurastudium und seiner im Jahr 1900 erfolgten Zulassung als Rechtsanwalt begann er in Findlay in diesem Beruf zu arbeiten. Gleichzeitig schlug er als Mitglied der Republikanischen Partei eine politische Laufbahn ein. Zwischen 1900 und 1904 saß er als Abgeordneter im Repräsentantenhaus von Ohio.
Bei den Kongresswahlen des Jahres 1904 wurde Cole im achten Wahlbezirk von Ohio in das US-Repräsentantenhaus in Washington, D.C. gewählt, wo er am 4. März 1905 die Nachfolge von William R. Warnock antrat. Nach zwei Wiederwahlen konnte er bis zum 3. März 1911 drei Legislaturperioden im Kongress absolvieren. Im Jahr 1910 wurde er von seiner Partei nicht mehr zur Wiederwahl nominiert. Nach seiner Zeit im US-Repräsentantenhaus praktizierte er wieder als Anwalt. Zwischen 1912 und 1913 war er Rechtsberater des Währungsreferats im US-Finanzministerium. In den Jahren 1916, 1924 und 1928 nahm er als Delegierter an den jeweiligen Republican National Conventions teil.
Während des Ersten Weltkrieges diente Cole zwischen 1917 und 1919 in der US Army. Er war in Frankreich eingesetzt und nahm an verschiedenen militärischen Unternehmen teil. Dabei erreichte er den Rang eines Oberstleutnants. Im Jahr 1919 war er in Paris einer der Gründer der Veteranenorganisation American Legion. Anschließend setzte er seine Anwaltstätigkeit fort. Er starb am 15. Oktober 1932 in Warren an den Folgen seiner Verletzungen, die er sich bei einem Autounfall nahe Parkman zugezogen hatte.